# Gastroblasta timida
Gastroblasta timida is een hydroïdpoliep uit de familie Campanulariidae. De poliep komt uit het geslacht Gastroblasta. Gastroblasta timida werd in 1883 voor het eerst wetenschappelijk beschreven door Keller. 